# كبلر-60d
كيبلر 60 دي (بالإنجليزية: Kepler-60d)‏ هو كوكب خارج المجموعة الشمسية، في كوكبة القيثارة، يتبع Kepler-60.

## الاكتشاف
اكتشف في 2012.